# Centrum Biznesu Descont we Wrocławiu
Centrum Biznesu Descont (znany również pod nazwą Millenium Towers) – zespół czterech 13-kondygnacyjnych budynków biurowych o wysokości 55 metrów każdy, zlokalizowanych na obszarze pomiędzy ul. Strzegomską i Robotniczą we Wrocławiu. Pierwszy biurowiec wchodzący w skład kompleksu Millennium Tower I zaczęto budować w 1999 roku a jego budowa trwała do roku 2001, kolejnym krokiem w budowie centrum biurowego było postawienie w latach 2007–2008 biurowca Millennium Tower II. W latach 2012–2013 ukończono trzeci biurowiec pod nazwą Millennium Tower IV, wchodzący w skład Millennium Towers. Rozpoczęcie budowy ostatniego, czwartego biurowca o nazwie Millennium Tower III planowane jest na rok 2017.
W skład kompleksu wchodzą 4 wieże:
- Millennium Tower I
  - Adres: ul. Strzegomska 42C
  - Rok oddania do użytku: 2001
  - Liczba kondygnacji: 11 kondygnacji naziemnych + 1 podziemna)
  - Powierzchnia całkowita: 7510 m²
- Millennium Tower II
  - Adres: ul. Strzegomska 42B
  - Rok oddania do użytku: 2009
  - Liczba kondygnacji: 13 naziemnych + 1 podziemna
  - Powierzchnia całkowita: 9800 m²
- Millennium Tower III
  - Adres: ul. Strzegomska 42AA
  - Rok oddania do użytku: Q4 /2017
  - Liczba kondygnacji:Parter + 13
  - Powierzchnia całkowita: 14 700 m²
- Millennium Tower IV
  - Adres: ul. Strzegomska 42AB
  - Rok oddania do użytku: IX. 2013
  - Liczba kondygnacji: Parter + 12
  - Powierzchnia całkowita: 9800 m²

i ogólnodostępny wielopoziomowy parking na 809 miejsc postojowych